# Bộ trưởng Bộ Kế hoạch và Đầu tư (Việt Nam)
Bộ trưởng Bộ Kế hoạch và Đầu tư Việt Nam là người đứng đầu Bộ Kế hoạch và Đầu tư Việt Nam.

## Nhiệm vụ
Căn cứ Khoản 2 Điều 2 Quyết định 1614/QĐ-TTg năm 2019 quy định nhiệm vụ của đồng chí Bộ trưởng Bộ Kế hoạch và Đầu tư, Phó Trưởng ban Thường trực trong việc đổi mới, phát triển kinh tế tập thể, hợp tác xã như sau:
- Giúp Trưởng ban Chỉ đạo trực tiếp quản lý, điều hành các hoạt động trong quá trình triển khai thực hiện các nhiệm vụ của Ban Chỉ đạo.
- Tham mưu cho Trưởng ban Chỉ đạo đề xuất với Chính phủ, Thủ tướng Chính phủ ban hành bổ sung cơ chế, chính sách bảo đảm cơ sở pháp lý để triển khai các hoạt động phục vụ việc phát triển kinh tế tập thể, hợp tác xã.
- Kiểm tra, báo cáo Trưởng ban Chỉ đạo về sự phối hợp giữa các bộ, ngành, Ủy ban nhân dân các tỉnh, thành phố trực thuộc trung ương và các tổ chức có liên quan trong việc tổ chức thực hiện các hoạt động đổi mới, phát triển kinh tế tập thể, hợp tác xã.
- Thừa ủy quyền Trưởng ban Chỉ đạo xử lý các công việc thường xuyên của Ban Chỉ đạo.
- Thực hiện các nhiệm vụ khác được Trưởng ban Chỉ đạo phân công.

## Danh sách Bộ trưởng
| STT                                  | Bộ trưởng Bộ Kế hoạch và Đầu tư      | Bộ trưởng Bộ Kế hoạch và Đầu tư      | Nhiệm kỳ                             | Nhiệm kỳ                             | Chức vụ                              | Ghi chú                                   |
| STT                                  | Bộ trưởng Bộ Kế hoạch và Đầu tư      | Bộ trưởng Bộ Kế hoạch và Đầu tư      | Bắt đầu                              | Kết thúc                             | Chức vụ                              | Ghi chú                                   |
| Ủy ban Kế hoạch Nhà nước (1955-1995) | Ủy ban Kế hoạch Nhà nước (1955-1995) | Ủy ban Kế hoạch Nhà nước (1955-1995) | Ủy ban Kế hoạch Nhà nước (1955-1995) | Ủy ban Kế hoạch Nhà nước (1955-1995) | Ủy ban Kế hoạch Nhà nước (1955-1995) | Ủy ban Kế hoạch Nhà nước (1955-1995)      |
| ------------------------------------ | ------------------------------------ | ------------------------------------ | ------------------------------------ | ------------------------------------ | ------------------------------------ | ----------------------------------------- |
| 1                                    |                                      | Phạm Văn Đồng (1906-2000)            | 8 tháng 10 năm 1955                  | 1 tháng 4 năm 1958                   | Chủ nhiệm Ủy ban Kế hoạch Nhà nước   |                                           |
| 2                                    |                                      | Nguyễn Văn Trân (1917-2018)          | 1 tháng 4 năm 1958                   | 1 tháng 12 năm 1958                  | Chủ nhiệm Ủy ban Kế hoạch Nhà nước   |                                           |
| 3                                    |                                      | Nguyễn Duy Trinh (1910-1985)         | 1 tháng 12 năm 1958                  | 1 tháng 4 năm 1965                   | Chủ nhiệm Ủy ban Kế hoạch Nhà nước   |                                           |
| 4                                    |                                      | Nguyễn Côn (1916-2022)               | 1 tháng 4 năm 1965                   | 14 tháng 6 năm 1973                  | Chủ nhiệm Ủy ban Kế hoạch Nhà nước   |                                           |
| 5                                    |                                      | Nguyễn Lam (1921-1990)               | 14 tháng 6 năm 1973                  | 28 tháng 3 năm 1974                  | Chủ nhiệm Ủy ban Kế hoạch Nhà nước   |                                           |
| 6                                    |                                      | Lê Thanh Nghị (1911-1989)            | 28 tháng 3 năm 1974                  | 7 tháng 2 năm 1980                   | Chủ nhiệm Ủy ban Kế hoạch Nhà nước   |                                           |
| 7                                    |                                      | Nguyễn Lam (1921-1990)               | 7 tháng 2 năm 1980                   | 23 tháng 4 năm 1982                  | Chủ nhiệm Ủy ban Kế hoạch Nhà nước   |                                           |
| 8                                    |                                      | Võ Văn Kiệt (1922-2008)              | 23 tháng 4 năm 1982                  | 10 tháng 5 năm 1988                  | Chủ nhiệm Ủy ban Kế hoạch Nhà nước   |                                           |
| 9                                    |                                      | Đậu Ngọc Xuân (1927 - 2016)          | 10 tháng 5 năm 1988                  | 3 tháng 3 năm 1989                   | Chủ nhiệm Ủy ban Kế hoạch Nhà nước   |                                           |
| 10                                   |                                      | Phan Văn Khải (1933-2018)            | 3 tháng 3 năm 1989                   | 21 tháng 10 năm 1995                 | Chủ nhiệm Ủy ban Kế hoạch Nhà nước   |                                           |
| Bộ Kế hoạch và Đầu tư (1995-2025)    |                                      |                                      |                                      |                                      |                                      |                                           |
| 11                                   |                                      | Đỗ Quốc Sam (1929-2010)              | 21 tháng 10 năm 1995                 | 6 tháng 11 năm 1996                  | Bộ trưởng Bộ Kế hoạch và Đầu tư      |                                           |
| 12                                   |                                      | Trần Xuân Giá (sinh 1939)            | 6 tháng 11 năm 1996                  | 1 tháng 9 năm 2002                   | Bộ trưởng Bộ Kế hoạch và Đầu tư      | Bị khởi tố hình sự năm 2014               |
| 13                                   |                                      | Võ Hồng Phúc (sinh 1945)             | 1 tháng 9 năm 2002                   | 3 tháng 8 năm 2011                   | Bộ trưởng Bộ Kế hoạch và Đầu tư      |                                           |
| 14                                   |                                      | Bùi Quang Vinh (sinh 1953)           | 3 tháng 8 năm 2011                   | 8 tháng 4 năm 2016                   | Bộ trưởng Bộ Kế hoạch và Đầu tư      | Bị kỷ luật khiển trách năm 2018           |
| 15                                   |                                      | Nguyễn Chí Dũng (sinh 1960)          | 9 tháng 4 năm 2016                   | 18 tháng 2 năm 2025                  | Bộ trưởng Bộ Kế hoạch và Đầu tư      | Bộ trưởng Bộ Kế hoạch và Đầu tư cuối cùng |
| Bộ Kế hoạch và Đầu tư giải thể       |                                      |                                      |                                      |                                      |                                      |                                           |